# Agathon aylmeri
Agathon aylmeri is een muggensoort uit de familie van de Blephariceridae. De wetenschappelijke naam van de soort is voor het eerst geldig gepubliceerd in 1923 door Garrett.